# Unknown Road
Unknown Road è il secondo album del gruppo skate punk Pennywise, pubblicato nel 1993.

## Tracce
Tutte le tracce sono state scritte dai Pennywise
1. Unknown Road – 2:46
2. Homesick – 2:17
3. Time to Burn – 2:19
4. It's Up to Me – 3:16
5. You Can Demand – 2:17
6. Nothing – 2:33
7. Vices – 2:03
8. City Is Burning – 2:12
9. Dying to Know – 3:04
10. Tester – 3:14
11. Try to Conform – 2:40
12. Give and Get – 2:01
13. Clear Your Head – 2:51

## Formazione
- Jason Thirsk – voce
- Randy Bradbury – basso
- Byron McMackin – batteria
- Fletcher Dragge – chitarra e voce